# Eremobates corpink
Espèce
Eremobates corpink est une espèce de solifuges de la famille des Eremobatidae.

## Distribution
Cette espèce est endémique d'Utah aux États-Unis,. Elle se rencontre dans le comté de Kane.

## Description
Le mâle holotype mesure 21,0 mm et la femelle paratype 19,0 mm.

## Étymologie
Son nom d'espèce lui a été donné en référence au lieu de sa découverte, Coral Pink Sand Dunes.

## Publication originale
- Brookhart & Cushing, 2004 : The systematics of the Eremobates scaber species-group (Solifugae, Eremobatidae). Journal of Arachnology, vol. 32, no 2, p. 284-312 (texte intégral).